# Max Factor
Max Factor è un'azienda di cosmetici creata nel 1909 da Maksymilian Faktorowicz, un estetista ebreo polacco.
L'azienda fa parte della Procter & Gamble.
Dopo essere emigrato negli Stati Uniti nel 1904, Max Factor ha spostato la sua famiglia e le imprese, Frank Factor, a Los Angeles vedendo l'opportunità di fornire parrucche per l'industria cinematografica in crescita, e diventatone ben presto il distributore nella costa occidentale. Dopo la sua morte nel 1938, la Frank Factor ha preso il suo nome e ampliato l'azienda espandendola anche nel settore dei cosmetici. Nel 1951, la società ha ampliato la propria gamma per offrire una gamma di shampoo maschile, dopobarba, schiume da barba e deodoranti. Tra le testimonial della società ci sono Gisele Bündchen nel 2009, Gwyneth Paltrow dal 2012 e Candice Swanepoel dal 2013.